# Wilhelm Kleff
Wilhelm Kleff (* 28. März 1905 in Tüschenbonnen bei Much; † 15. März 1986 in Köln) war ein deutscher römisch-katholischer Geistlicher und zuletzt Dompfarrer an der Hohen Domkirche zu Köln.

## Leben
Kleff empfing am 12. Februar 1931 im Kölner Dom das Sakrament der Priesterweihe. Anschließend war er zunächst Kaplan an St. Georg, bevor er 1934 zum Domvikar in Köln ernannt wurde.
Wilhelm Kleff soll es gewesen sein, auf den der amerikanische Militärpfarrer Philip Hannan kurz nach der Eroberung Kölns im März 1945 zuerst getroffen ist. Hannan wurde in der Folge als Retter des Doms bekannt.
Am 1. Dezember 1948 wurde Kleff zum Dompfarrer und 1959 zum Domkapitular ernannt. 1954 wurde ihm der Ehrentitel eines Päpstlichen Geheimkämmerers und 1963 der eines Päpstlichen Hausprälaten verliehen. 1980 wurde Wilhelm Kleff altersbedingt in den Ruhestand versetzt und von seinen Ämtern als Dompfarrer und Domkapitular entbunden.